# Bakteriel vaginose
Bakteriel vaginose er en hyppigt forekommende tilstand hos kvinder. Det mest karakteristiske symptom er udflåd med en fiskeagtig lugt. Der er tale om en ubalance snarere end en infektion, men den kan giver anledning til store gener. Tilstanden skyldes ikke mangel på hygiejne.

## Symptomer og kendetegn
Det mest almindelige symptom på bakteriel vaginose er unormalt udflåd (især efter sex) med en ubehagelig fiskeagtig lugt. Lugten skyldes trimethyl-amin, der også findes i nedbrudt fisk. Nogle kvinder oplever ikke symptomer.
Normalt udflåd vil være lugtfri og vil variere i konsistens og mængde med menstruationscyclus – normal udflåd er kraftigst omkring 2 uger før blødningen starter.
Bakteriel vaginose er dobbelt så almindeligt som svampeinfektion og det skønnes, at 1 ud af 3 kvinder vil udvikle tilstand på et eller andet tidspunkt i deres liv., . Ud over det fysiske ubehag og symptomer, kan bakteriel vaginose også have en betydelig indvirkning på en kvindes livskvalitet.

## Diagnose
Når en kvinde henvender sig med spørgsmål om udflåd og irritation i skeden og skamlæber, er der flere mulige diagnoser. Disse kan omfatte:
- Udflådet er normalt for kvinden
- Candidiasis (svampeinfektion, gærinfektion)
- Trichomoniasis , en infektion forårsaget af Trichomonas vaginalis
- Bakteriel vaginose

En simpel test kan afgøre den korrekte diagnose. Lægen vil foretage en underlivsundersøgelse og tage svaberprøver højt oppe i skeden. Disse svaberprøver testes for:
- En karakteristisk fiskeagtig lugt på vådt præparat. Denne amintest udføres ved at tilsætte en lille mængde kaliumhydroxid til et objektglas indeholdende udflåd. En karakteristisk fiskeagtig lugt anses for en positiv amintest og tyder på bakteriel vaginose.
- Tab af syreindhold. For at styre bakterievækst er skeden er normalt let sur med en pH på 3.8-4.2. En svaber med udflåd testes med en pH-strip for at tjekke dens surhedsgrad. En pH-værdi større end 4,5 er højere end normalt og tyder på bakteriel vaginosis.
- Tilstedeværelsen af clue-celler i vådt præparat. Testen for clue-celler udføres ved at mikroskopere det våde præparat i fase-kontrastmikroskop. Clue-celler kan oversættes med ”fingerpegsceller”, idet de giver et fingerpeg om årsagen til udflåddet. Clue-celler er epitel celler (såsom hud), der er belagt med bakterier.

Det er alment anerkendt at benytte ovennævnte Amsel kriterier,  . Udover ovennævnte er kriteriet et homogent udflåd. Tre ud af de fire kriterier skal være opfyldt for diagnosen bakteriel vaginose. En undersøgelse i 1990 viste, at den overordnet bedste test for bakteriel vaginose var testen for clue-celler,  . Den bedste kombination af to tests for bakteriel vaginose var testen for clue-celler og amintesten.

## I klinisk praksis
I klinisk praksis diagnosticeres bakteriel vaginose ved hjælp af Amsel kriterier: 
1. Tyndt, hvidt, gult, homogent udflåd
2. Clue celler ved mikroskopi
3. pH af vaginal væske> 4.5
4. Frigivelse af en fiskeagtig lugt ved tilsætning af 10% kaliumhydroxid (KOH) løsning.

Mindst tre af de fire kriterier skal være til stede for en bekræftet diagnose. 
Der findes flere vurderingsmetoder baseret på mikroskopi af fugtigt præparat. Smidt og Hansen publicerede i 2003 en metode baseret på den relative forekomst af lactobaciller og små bakterier (Gardnerella og/eller Mobiluncus morphotyper).
Til forskningsbrug anvendes primært Nugentkriterierne.
En nyere undersøgelse  sammenlignede gramfarvning ved anvendelse af Nugentkriterierne og DNA hybridisering test Affirm VPIII til at diagnosticere bakteriel vaginose. Affirm VPIII test detekterede Gardnerella i 107 (93,0%) af 115 vaginal prøver positive for bakteriel vaginose diagnosticeret ved gramfarvning. Affirm VPIII test har en følsomhed på 87,7% og specificitet på 96% og kan anvendes til hurtig diagnosticering af bakteriel vaginose i kvinder med symptomer.

## Det kliniske billede
En sund skede indeholder normalt mange mikroorganismer, og almindeligste er Lactobacillus crispatus og Lactobacillus jensenii. Lactobacillus, især hydrogenperoxid-producerende arter, ser ud til at hjælpe med at forhindre andre mikroorganismer i skeden fra at opformeres til et niveau, hvor de forårsager symptomer. (Bemærk: Lactobacillus acidophilus er ikke en af de Lactobacillus- arter, som er identificeret til at spille en beskyttende rolle i skeden.) Mikroorganismerne involveret i bakteriel vaginose er meget forskelligartede, men omfatter Gardnerella vaginalis, Mobiluncus, Bacteroides og Mycoplasma. En ændring i den normale bakterielle flora, herunder reduktion af Lactobacillus, kan skyldes anvendelsen af antibiotika eller pH-ubalance, giver andre bakterier mulighed for at vinde fodfæste og formere sig. Omvendt producerer disse muligvis toksiner, som påvirker kroppens naturlige forsvar og gør re-kolonisering af sunde bakterier vanskeligere.

## Forekomst
Årsagen til bakteriel vaginose er ikke fuldt klarlagt. Men der findes grundige undersøgelser af, hvilke kvinder der fortrinsvis er ramt. Bakteriel vaginose er mest almndeligt i seksuelt aktive kvinder i alderen mellem 15 og 44 år, især efter kontakt med en ny partner. Kondomer kan give en vis beskyttelse, da sæd med højt pH vil fremme lugtfrigørelsen. Selvom bakteriel vaginose kan være forbundet med seksuel aktivitet, er der ingen klare beviser for seksuel overførsel.  Det er muligt for jomfruer for at få bakteriel vaginosis. Bakteriel vaginose er snarere en ubalance i den normale flora. Gravide kvinder og kvinder med seksuelt overførte infektioner er særligt udsatte for at få denne infektion. Bakteriel vaginose kan undertiden påvirke kvinder efter overgangsalderen. En undersøgelse foretaget i 2005 af forskere på Ghent Universitet i Belgien, viste, at subklinisk jernmangel (anemia) havde stærk sammenhæng med bakteriel vaginosis hos gravide kvinder . En undersøgelse offentliggjort i februar 2006 i American Journal of Obstetrics and Gynecology viste en sammenhæng mellem psykosocialt stress og bakteriel vaginose uafhængig af andre risikofaktorer .
En højere forekomst i kvinder, der har sex med kvinder har fået nogle til foreslå at seksuel udveksling af vaginal sekreter er en mulig mekanisme for erhvervelsen. 
Hos piger før puberteten kan bakteriel vaginosis være forårsaget af streptokokker eller af bakterier tilført fra anus på grund af ukorrekt hygiejne (aftørring efter toiletbesøg). Folkemunde vil vide, at en vigtig årsag til bakteriel vaginose er hvis kvinden tørrer sig fra anus mod vagina. Dette understøttes af, at de relevante bakterier kan findes i anus .
Anvendelse af spiral, særlig sådanne med hormontilførsel fører ofte til bakteriel vaginose. Brug af p-piller, graviditet og hormonbehandling kan have indflydelse, både positivt og negativt. Dette tyder på, at kvindens hormonstatus har sammenhæng med forekomst af bakteriel vaginose. Dette understøttes af et arbejde af Wilson et al.  som viser, at hvis hormonbehandling af kvinder førte til øget østrogen-niveau i blodet, kunne også konstateres en reduceret forekomst af bakteriel vaginose.
En kost med højt indhold af letomsætteligt sukker fører ofte til forekomst af ildelugtende udflåd. Dette kan have sammenhæng med den kendte effekt på styring af sukkermetabolismen i kroppen. Når der tilføres store mængder sukker til blodet sker der en overproduktion af insulin, som sørger for at sukkeret hurtigt bliver lagt i depot, blodsukkeret falder under normalt niveau og personen bliver (lækker)-sulten igen . Det lave blodsukkerindhold kan have sammenhæng med forekomst af bakteriel vaginose.
I studier, hvor der undersøges klinisk via de klassiske kriterier for bakteriel vaginose og samtidig spørges efter kvindens subjektive oplevelse af dårlig lugt findes i begge tilfælde , at mellem 10 og 40 % positive, men der er stor variation og stor uoverensstemmelse mellem de subjektive og de objektive kriterier.

## Årsag
Effektiv behandling med antibiotika har ofte kun en kortvarig virkning inden bakteriel vaginose vender tilbage, uanset partnerbehandling  Dette må tolkes som et indicium for, at tilstanden ikke skyldes tilførsel af de skadelige bakterier, men er derimod af de faktorer, der er skyld i, at den sunde mælkesyrebakterier ikke kan opretholde dominansen i vagina. Dette kan føres tilbage til, at det lave pH ikke kan opretholdes – og dermed undertrykkelsen af de skadelige bakterier.
De bagvedliggende årsagssammenhænge er ikke klarlagt. Der er sammenhæng med hormonniveau, særlig for østrogen.
Lactobacillerne anvender sukkerstoffer til at danne syre og sænke pH . Det kan være en forklaring, at manglende tilførsel at sukkerstof via skedens slimhinder kan føre til bakteriel vaginose. Dette underbygges af erfaringen for, at meget sukker i kosten kan føre til bakteriel vaginose.

## Komplikationer
Tidligere blev bacteriel vaginose blot betragtet som en uskadelig gene, men det har vist sig, at ubehandlet bakteriel vaginosis kan forårsage alvorlige komplikationer såsom øget modtagelighed for seksuelt overførte infektioner, herunder HIV, og bakteriel vaginose kan forårsage komplikationer for gravide kvinder såsom for tidlig fødsel .  Der er konstateret en stigning i udviklingen af bækkeninfektion (PID) efter kirurgiske indgreb som hysterektomi eller abort.

## Behandling
Bakteriel vaginosis kan behandles med antibiotika såsom metronidazol og clindamycin. Der er en høj grad af tilbagefald.  og en del bivirkninger som kvalme og antabus-virkning. Desuden er metronidazol er et mistænkt carcinogen.  Det er forbudt i EU til veterinær brug, da det er kræftfremkaldende hos dyr.  
Der findes en række håndkøbsmidler, der fungerer efter følgende principper:
1. At fjerne de uønskede bakterier. Som eksempel findes Tea-tree-olie produkter som FemiGel. Princippet er det samme som antibiotika, dog er der større risiko for at skade de gunstige bakterier.
2. Tilføre mælkesyrebakterier for at opnå et lavere pH. Vivag indeholder f.eks.Lactobacillus acidophilus.
3. Tilføre mælkesyre for at opnå et lavere pH. Lactal er et eksempel.
4. Tilføre næringsstof for gunstige mælkesyrebakterier direkte i skeden. De naturlige mælkesyrebakterier opformeres og danner syre ud fra sukkeret. LadyBalance er baseret på dette princip. En klinisk undersøgelse fra Kina viser, at princippet fungerer [Zeng et al, 2010][22]

Der er ikke lavet sammenlignende undersøgelser mellem de forskellige håndkøbsmidler.